# Беатріс (Алабама)
Беатріс (англ. Beatrice) — місто (англ. town) в США, в окрузі Монро штату Алабама. Населення — 204 особи (2020).

## Географія
Беатріс розташований за координатами 31°44′0″ пн. ш. 87°12′33″ зх. д. / 31.73333° пн. ш. 87.20917° зх. д. (31.733309, -87.209046).  За даними Бюро перепису населення США в 2010 році місто мало площу 3,50 км², уся площа — суходіл.

## Демографія
Згідно з переписом 2010 року, у місті мешкала 301 особа в 132 домогосподарствах у складі 87 родин. Густота населення становила 86 осіб/км².  Було 167 помешкань (48/км²).
Расовий склад населення:
| - 76,1 % — чорних або афроамериканців - 23,6 % — білих - 0,3 % — корінних американців |

До двох чи більше рас належало 0,0 %. Частка іспаномовних становила 0,0 % від усіх жителів.
За віковим діапазоном населення розподілялося таким чином: 21,3 % — особи молодші 18 років, 60,1 % — особи у віці 18—64 років, 18,6 % — особи у віці 65 років та старші. Медіана віку мешканця становила 44,3 року. На 100 осіб жіночої статі у місті припадало 82,4 чоловіків;  на 100 жінок у віці від 18 років та старших — 80,9 чоловіків також старших 18 років.
Середній дохід на одне домашнє господарство  становив 31 782 долари США (медіана — 18 417), а середній дохід на одну сім'ю — 47 667 доларів (медіана — 30 625). За межею бідності перебувало 44,9 % осіб, у тому числі 45,7 % дітей у віці до 18 років та 48,0 % осіб у віці 65 років та старших.
Цивільне працевлаштоване населення становило 51 осіб. Основні галузі зайнятості: освіта, охорона здоров'я та соціальна допомога — 70,6 %, публічна адміністрація — 7,8 %, науковці, спеціалісти, менеджери — 7,8 %.